# غاز الفرن اللافح
غاز الفرن اللافح (ملاحظة 1) هو منتج ثانوي غازي يصدر من الفرن اللافح عندما يُختزَل خام الحديد بفحم الكوك إلى فلز الحديد.

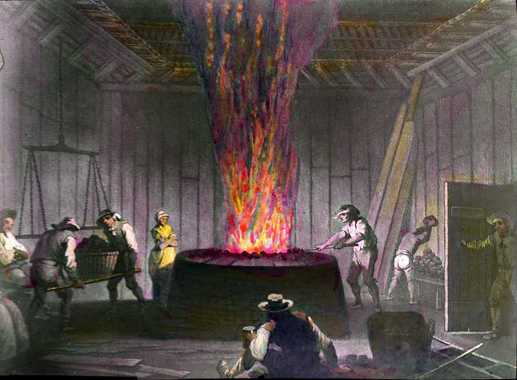
الغاز الفرن اللافح

يكون تركيب النسبة المئوية الحجمية لهذا الغاز على الشكل 51% من غاز النتروجين، و22% من غاز ثنائي أكسيد الكربون، وهما غازان غير قابلان للاشتعال؛ أما النسبة المتبقية فهي من حوالي 22% من غاز أحادي أكسيد الكربون، بالإضافة إلى حوالي 5% من غاز الهيدروجين.

## الهوامش
- ملاحظة 1 اختصاراً BFG من المقابل الإنجليزي Blast furnace gas.[2]